# Ranchito de San José
Ranchito de San José är en ort i Mexiko.   Den ligger i kommunen Doctor Mora och delstaten Guanajuato, i den centrala delen av landet, 230 km nordväst om huvudstaden Mexico City. Ranchito de San José ligger 2 113 meter över havet och antalet invånare är 391.
Terrängen runt Ranchito de San José är kuperad åt nordost, men åt sydväst är den platt. Runt Ranchito de San José är det ganska glesbefolkat, med 24 invånare per kvadratkilometer. Närmaste större samhälle är San José Iturbide, 19,4 km söder om Ranchito de San José. Trakten runt Ranchito de San José består i huvudsak av gräsmarker.